# Thiézac
Thiézac é uma comuna francesa na região administrativa de Auvérnia-Ródano-Alpes, no departamento de Cantal. Estende-se por uma área de 40,76 km². Em 2010 a comuna tinha 615 habitantes (densidade: 15,1 hab./km²).